# Siryn
Siryn (echte naam Theresa Rourke Cassidy) is een fictieve superheldin uit de strips van Marvel Comics, die vooral opduikt in de strips van de X-Men. Ze werd bedacht door Chris Claremont en Steve Leialoha, en maakte haar debuut in Spider-Woman #37 (April 1981).
Net als haar vader, Banshee, is Siryn een mutant met de gave om te vliegen en een sonische schreeuw te produceren. Ze werd opgevoed door Siryn’s neef een aartsvijand Black Tom Cassidy.

## Biografie
Terwijl Sean Cassidy op een undercovermissie was voor Interpol, werd zijn dochter Theresa geboren. Niet veel later stierf Sean’s vrouw Maeve door een bombardement van het Ierse leger. Omdat hij geen contact kon krijgen met Sean nam Tom Cassidy Theresa mee. Toen Sean terugkeerde en hoorde over zijn vrouw’s dood, viel hij uit woedde Tom aan. Kwaad hierover besloot Tom Sean niets te vertellen over het feit dat hij een dochter had, en voedde haar zelf op.
Tom (nu bekend als Black Tom) voedde Thereas op als zijn leerling, met als doel haar later in te zetten voor zijn criminele activiteiten. Uiteindelijk vergezelde Thereas Tom en Juggernaut naar San Francisco. Hier nam ze de naam Siryn aan, en bevocht Spider-Woman en enkele X-Men. Dit conflict leidde tot Toms tijdelijke arrestatie. In de gevangenis schreef Tom Sean een brief waarin hij eindelijk de waarheid over Siryn onthulde. De X-Men zochten Siryn op en brachten haar naar Xavier’s school, waar ze herenigd werd met haar vader.
Theresa verhuisde naar Muir Island, het thuis van Dr. Moira MacTaggert, een bondgenoot van Professor X. Hier kreeg ze een relatie met de mutant Multiple Man. Deze Multiple Man bleek echter niet de originele te zijn, maar een van zijn vele duplicaten. Rond dezelfde tijd reisden de twee af naar New York om de New Mutants te helpen bij het vinden van hun verdwenen teamgenoten Sunspot en Warlock.
Gedurende de jaren 90 was Siryn lid van X-Force, een paramilitair superheldenteam. Hier kreeg ze een relatie met Warpath, en leek ook een oogje te hebben op de huurling Deadpool. Ze leek zich zelfs niets aan te trekken van zijn gruwelijke uiterlijk. In de loop der tijd probeerde ze Deadpool naar de kant van de goeden te halen. Maar haar angst voor Deadpools mentale toestand maakte dat ze hem verliet.
Siryn bevocht vele vijanden, zoals wezens uit Asgard, Onslaught en Mojo. Ze bevocht ook de troepen van S.H.I.E.L.D. een paar maal. Ze had ook haar persoonlijke problemen, zoals alcoholisme. Dankzij de hulp van Deadpool heeft ze echter volledig weten te genezen. Ze was tijdelijk lid van de Parijse tak van X-Corporation.
Siryn is momenteel lid van X-Factor Investigations. Ze zit echter in de ontkenningsfase over haar vaders dood, en hoopt nog altijd dat hij op een dag terugkeert. Dit gebaseerd op het feit dat zoveel X-Men al eens leken om te komen, en later toch terugkeerden.

## Krachten
Siryn beschikt over sonische krachten gelijk aan die van haar vader, maar ze kan haar krachten op manieren gebruiken die hij niet beheerst. Net als haar vader kan ze een sonische schreeuw produceren van een zeer hoog decibel. Hiermee kan ze projetielen en een keer zelfs lasers terugkaatsen. Ze beschikt over een versterkt gehoor, en kan haar stem gebruiken voor echolocatie. Terwijl ze schreeuwt kan ze vliegen, waarschijnlijk als gevolg van gelimiteerde psionische krachten. Siryn heeft verder een aantal sterke sonische aanvallen. Ze kan objecten doen versplinteren, sonische krachten projecteren en iemand pijn doen of zelfs het bewustzijn laten verliezen via haar stemgeluid.
Siryn is in staat met haar geluid iemand in een hypnotische staat te brengen. Ze kan tevens een soort sonische bel oproepen die elke vorm van geluid tegenhoudt, zodat ze in het geheim berichten kan doorgeven.
Meer recentelijk bleek dat ze via haar stemgeluid mensen kan manipuleren tot bepaalde zaken. Dit werkt echter niet op mutanten.

## In andere media
- In de film X2: X-Men United werd Siryn gespeeld door Shauna Kain in een kleine cameo. Gedurende William Stryker's aanval op de school wekt ze iedereen met haar schreeuw. Ze werd uitgeschakeld en gevangen door Strykers mannen, maar gered door Colossus. Haar naam, en die van haar vader, staan tevens op de lijst van mutanten die Mystique doorleest op Strykers computer.
- Kain speelde opnieuw Siryn in de film X-Men: The Last Stand in 2006.